# Celana Basket Bergamo
Il Celana Basket Bergamo è stata una squadra di pallacanestro della città di Bergamo.

## Storia
La sezione cestistica, così come quella pallavolistica, fu fondata da don Francesco Maggioni il quale ricoprì l'incarico di economo nel Collegio Vescovile di Celana dal 1955 al 1995.
Al termine della stagione di Serie B d'Eccellenza 1996-1997 il Celana, guidato in panchina dal futuro CT della nazionale Carlo Recalcati, riuscì ad arrivare alle finali play-off per giocarsi l'accesso al campionato di Serie A2, ma la serie contro l'Aurora Jesi venne vinta dai marchigiani. Il Celana ebbe comunque l'occasione di essere ugualmente promosso grazie allo spareggio secco fra le squadre perdenti nelle due finali, ovvero Avellino e appunto Bergamo, ma sul neutro di Ancona si imposero gli irpini con il punteggio di 59-58.
Dopo altre tre annate culminate con altrettante eliminazioni ai play-off (anche se non in finale), arrivò la volta del campionato di Serie B d'Eccellenza 2000-2001 che si concluse con la storica promozione nella seconda serie nazionale: in quest'edizione del torneo, infatti, dopo un secondo posto nel proprio girone di regular season, la squadra allenata da coach Lino Lardo eliminò prima Rieti in semifinale play-off per 2-1, con la gara decisiva vinta al supplementare, poi in finale si sbarazzò di Cento conquistando la promozione al termine di gara 2 disputata in terra emiliana.
Il salto nella Legadue 2001-2002 rappresentò per il Celana il debutto in un campionato professionistico; in precedenza un'altra società bergamasca (ovvero l'Alpe Bergamo) aveva già giocato in Serie A2 e Serie A1 nel corso degli anni settanta ed ottanta. Nonostante l'esordio vittorioso in casa contro Rimini alla prima giornata, la squadra rimase nelle zone basse della classifica. A fine novembre venne esonerato coach Romeo Sacchetti, che aveva collezionato fin lì 2 vittorie e 9 sconfitte, ed al suo posto venne promosso l'assistente Pierangelo Agazzi, il quale però torno al ruolo originario neanche due mesi più tardi con la nomina a gennaio del nuovo capo allenatore Massimo Magri. Ci furono movimenti anche nel roster, con il taglio del centro Eric Mann e l'ingaggio dei lunghi Deon Watson e Brent Wright, ma anche della guardia ex NBA Drew Barry. Ciò non fu però sufficiente per ottenere la salvezza, dato che il bilancio di 12 vittorie e 24 sconfitte condannò gli orobici all'ultimo posto e alla conseguente retrocessione. Il miglior realizzatore di squadra fu l'americano Trent Whiting, che viaggiò a 19,7 punti di media in 35 presenze.
Nel corso della stagione seguente, trascorsa in Serie B d'Eccellenza 2002-2003, la società, strozzata dai debiti, si trovò ad annunciare l'imminente messa in liquidazione intorno a metà marzo quando il campionato era ancora in corso. Il Celana giocò comunque il torneo fino in fondo, terminando all'ultimo posto in classifica per quella che si rivelò la seconda retrocessione sul campo nel giro di due anni. Si trattò dell'ultima annata nella storia del club, il quale scomparve di fatto in estate.